# Castellers de Cornellà
Els Castellers de Cornellà són una colla castellera de Cornellà de Llobregat, al Baix Llobregat, fundada l'any 1991. Vesteixen amb camisa de color lila i els seus millors castells són el 4 de 8, el 2 de 7, el 3 de 7 aixecat per sota, el 5 de 7 i el 7 de 7.

## Història
Es van presentar oficialment per la Festa Major de Cornellà el 2 de juny de 1991, en una actuació en què van descarregar el 3 de 5 i van carregar el 4 de 5. En la primera temporada ja van aconseguir dur a plaça tots els castells de 6, i en la segona temporada van descarregar el 3 de 7, el 4 de 7 i el 5 de 7. L'any 1993 van aconseguir descarregar alguns dels castells més difícils de la gamma de 7, com són el 4 de 7 amb l'agulla i el 3 de 7 aixecat per sota.

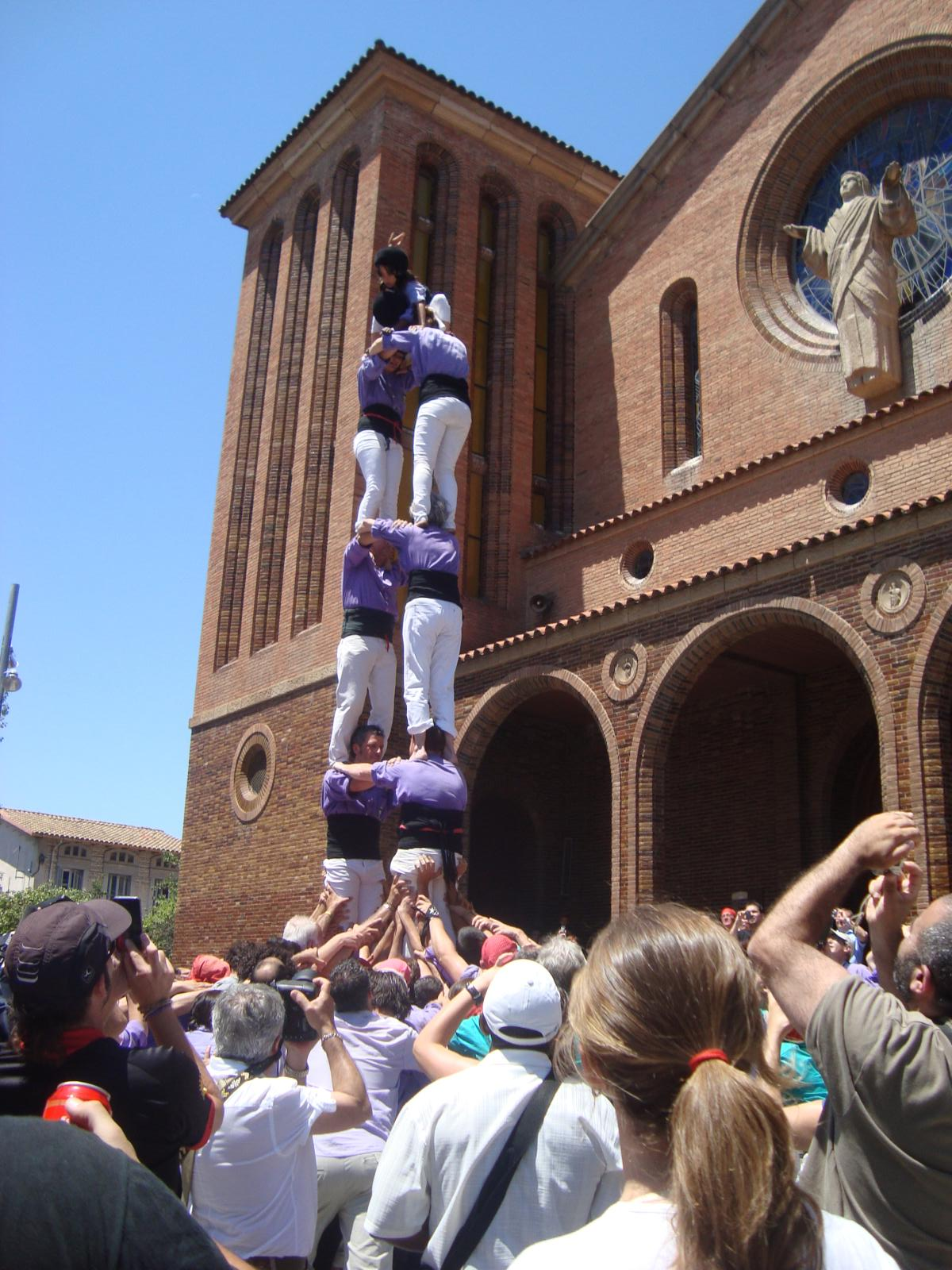
2 de 6 davant l'Església de Santa Maria durant la Festa Major de Cornellà del 2011

L'any 1995, els Castellers de Cornellà van assolir el primer castell de 8. Una vegada descarregat el 2 de 7, a les Festes del Padró, van atacar el 4 de 8, aconseguint carregar-lo el 5 de novembre en la seva diada i descarregar-lo el 3 de desembre en la primera edició de la Trobada de colles castelleres del Baix Llobregat, a Sant Andreu de la Barca. La millor actuació de la història dels Castellers de Cornellà va tenir lloc al barri tarragoní del Serrallo, el 1997. Hi van descarregar el 4 de 8, el 2 de 7, el 5 de 7 i dos pilars de 5 simultanis.
A partir d'aleshores, la colla no va poder mantenir el nivell de castells de vuit, realitzant, això sí, castells de 7 amb regularitat. L'últim 4 de 8 el van carregar a la Trobada de Colles del Baix Llobregat celebrada a Cornellà de Llobregat el 2023.
El 29 de setembre de 2010 van descarregar el seu primer 3 de 7 amb l'agulla i més recentment, el 3 de novembre de 2013 van carregar el primer 7 de 7 del seu historial.
La millor actuació de la colla en aquests últims anys va tenir lloc el 22 de juny del 2014, quan per la Diada de Festa Major de Cornellà hi descarregaren el 7 de 7, el 5 de 7 i el 4 de 7 amb l'agulla.
El 21 d'octubre de 2023, per la 27a trobada de colles del Baix Llobregat, van tornar a carregar el 4 de 8 21 després de l'últim carregat per Festa Major de Cornellà de 2002 i 26 anys després de l'últim descarregat al 1997.

## Apadrinaments
Els Castellers de Cornellà, com la resta de colles castelleres, tenen unes colles padrines i unes d'apadrinades. En el seu cas, la colla va ser apadrinada, el moment de la seva presentació el juny del 1991, pels Minyons de Terrassa i els Castellers de Barcelona. Des de llavors, la relació entre aquestes colles ha estat molt fluida.
Al llarg dels anys, els Castellers de Cornellà han apadrinat diverses colles, tant del Baix Llobregat (on va ser de les primeres colles a aparèixer), com de Barcelona.
Algunes d'aquestes colles són:[7]
- Castellers de Montcada i Reixac (1991)
- Castellers de Sants (1993)
- Castellers de Gavà (1994)
- Castellers d'Esplugues (1994)
- Castellers de Lleida (1995)
- Matossers de Molins de Rei (2002)
- Margeners de Guissona (2007)
- Castellers del Prat (2015)